# MW40
De MW40 (ook bekend als reeks 40) zijn voormalige dieseltreinstellen die op het Belgische spoorwegnet bij de NMBS hebben gereden.
In 1957 bouwde de Centrale Werkplaats van de NMBS in Mechelen een prototype gebaseerd op het rijtuigtype M2 en met motoren gelijk aan de motorrijtuigen MW43. Na succesvolle proefnemingen met dit prototype werd in 1961 een vervolgserie van zes treinstellen gebouwd, gebaseerd op de rijtuigen M3. Deze vervolgserie week op een aantal punten af van het prototype. Zo had het prototype geribbelde zijwanden en waren de zijwanden van de vervolgserie vlak.
De zeven treinstellen droegen aanvankelijk de nummers 630.01-630.07. In 1971 werden deze vernummerd in 4001-4007.
In 1984 werden de treinstellen buiten dienst gesteld. Twee exemplaren ontkwamen aan de sloop. De 4001 werd bewaard door het TSP in slechte staat gehouden in Saint-Ghislain in afwachting van een opknapbeurt. Dit is nooit gebeurd en het werd gesloopt in 2017. De 4006 is bewaard door de NMBS.

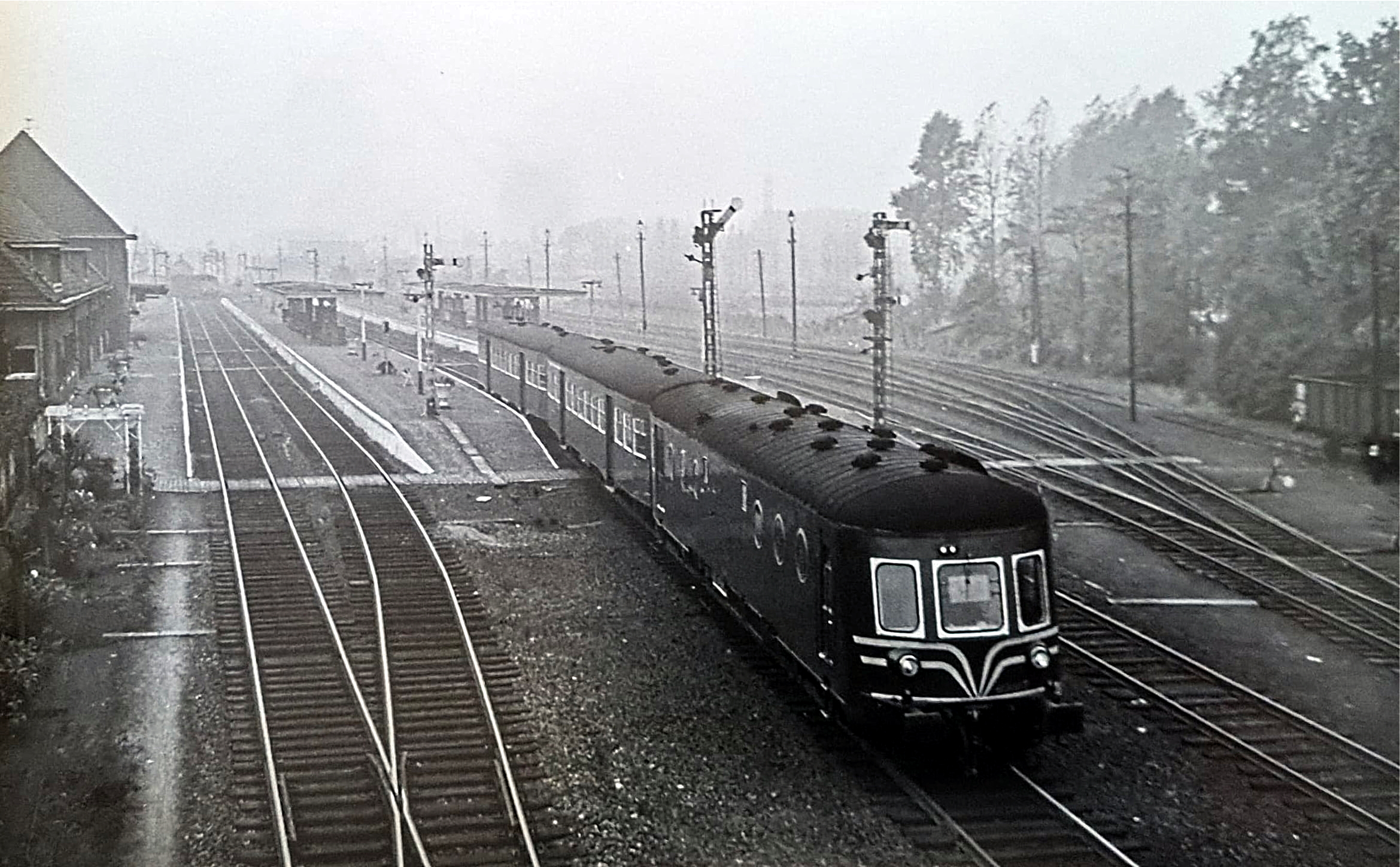
Een MW40 te Lokeren

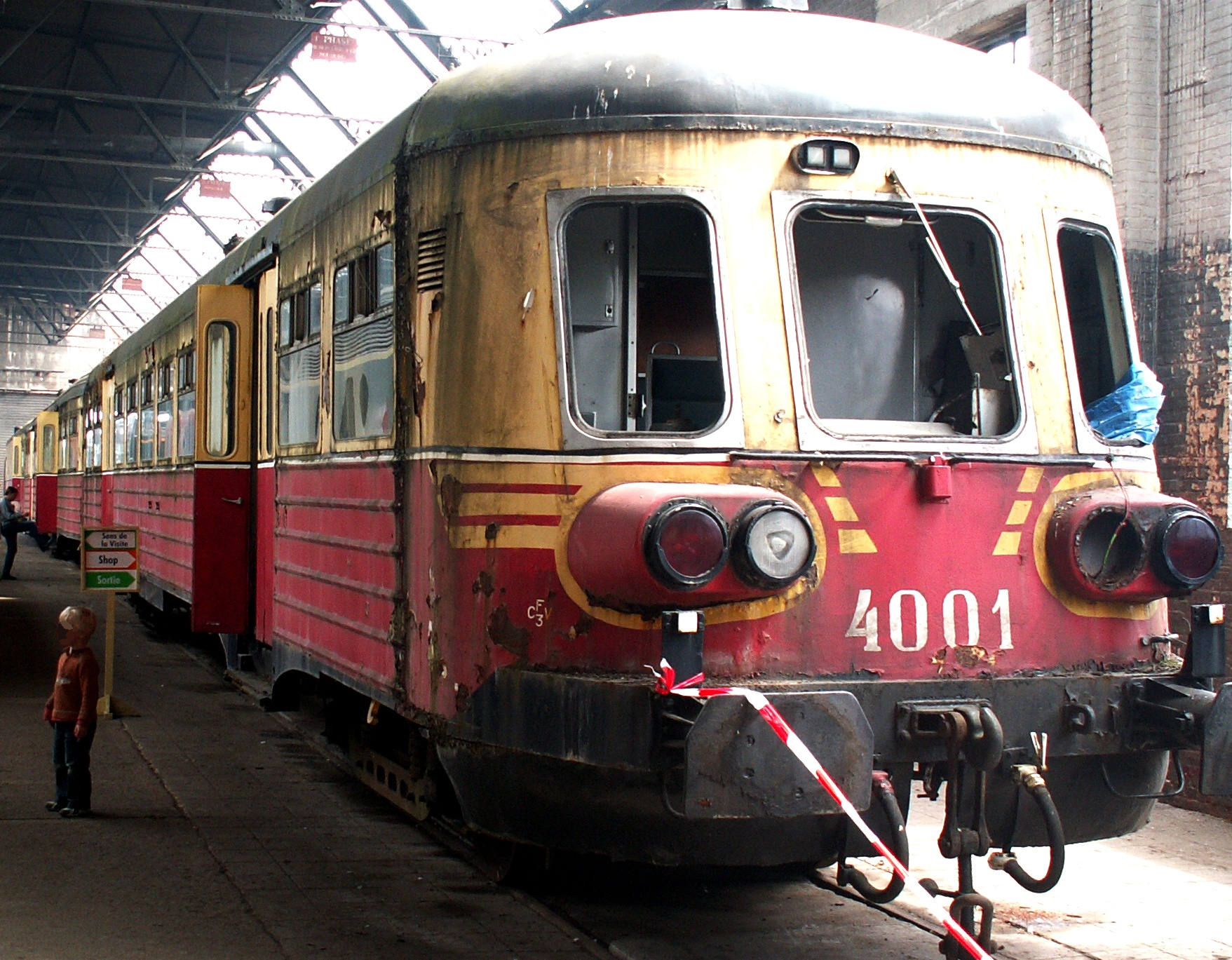
TSP 4001 te Saint-Ghislain